# Johannes Steinbrecher
Johannes Robert „Hans“ Steinbrecher (* 19. Januar 1890 in Cotta; † 5. August 1959 in Hildesheim) war ein deutscher Chemiker und Hochschullehrer.

## Leben und Wirken
Er war der Sohn des Lehrers Ernst Robert Steinbrecher und dessen Ehefrau Johanna Camilla geborene Hasse. Nach dem Besuch der Realschule in Dresden ging er 1907 an die Gewerbeakademie nach Chemnitz und studierte von 1911 bis 1914 Chemie an der Technischen Hochschule Dresden. Er wurde zum Kriegsdienst einberufen und war nach seiner zweiten Verwundung von Juni 1917 bis November 1918 am Kadettenkorps in Dresden als Erzieher tätig. Danach brachte er bis August 1919 sein Hochschulstudium zum Abschluss und promovierte am 29. Oktober 1919. Ab September 1919 wirkte er an der Bergakademie Freiberg, zunächst als Assistent, ab 1. April 1922 als stellvertretender Direktor der Chemischen Abteilung des Braunkohleforschungsinstituts der Bergakademie Freiberg. Nach seiner 1925 erfolgten Habilitation wurde er am 20. Juni 1928 zum nichtbeamteten außerordentlichen Professor für Organisch-chemische Technologie ernannt.
1933 trat er der NSDAP und dem späteren Nationalsozialistischen Bund Deutscher Technik bei. Auf dem NSDAP-Gauparteitag am 25. Februar 1934 in Chemnitz wurde er von Rudolf Heß als Fachgruppenleiter der Gruppe „Wehr“ im Kampfbund Deutscher Architekten und Ingenieure vereidigt.
Von 1937 bis 1945 war Steinbrecher Leiter des Werkes Schwarzheide der Braunkohlen-Benzin AG in der Niederlausitz. Er zog dann nach Westdeutschland, war zunächst als selbstständiger Chemiker tätig und übernahm 1950 eine Lehrtätigkeit an der Technischen Hochschule Braunschweig. Dort war er Lehrbeauftragter für „Sondergebiete der chemischen Technologie“.